# Mikel Dufrenne
Mikel Louis Dufrenne, né le 9 février 1910 à Clermont (Oise) et mort le 10 juin 1995 à Paris, est un philosophe français. Spécialiste d'esthétique, il a donné une orientation phénoménologique à cette discipline. Il a dirigé (en collaboration avec Olivier Revault d'Allonnes) la Revue d'esthétique.
Il est également à l'origine d'une œuvre métaphysique conséquente, dans laquelle il explore notamment la notion d'a priori.

## Biographie
Dufrenne est élève d'Alain au lycée Henri-IV à Paris, puis admis à l'École normale supérieure en 1929. Il est reçu cinquième à l'agrégation de philosophie en 1932. Pendant la Seconde Guerre mondiale, il est prisonnier en Allemagne et étudie à l'Oflag II-D avec Paul Ricœur la philosophie de Karl Jaspers. Il soutient sa thèse en 1953 sur la phénoménologie de l'expérience esthétique devant un jury où siègent notamment Gaston Bachelard, Vladimir Jankélévitch et Étienne Souriau. Il a enseigné à l'université de Poitiers à partir de 1953, et participé à la fondation de l'Université de Nanterre, où il enseigna dès 1964 et jusqu'en 1974 dans le département de philosophie. Il est président de la Société française d'esthétique en 1971.

## Pensée
Il se définissait comme anarchiste.

### Esthétique
D'après Jean-Michel Palmier, la pensée esthétique de Mikel Dufrenne porte sur la structure de l'œuvre d'art (tableau, poème, film, sculpture) et sur les discours qui s'y rapportent, mais aussi sur les paysages et sur les choses. Il est influencé par la phénoménologie de Husserl et par l'idéalisme de Schelling. Il emprunte également des éléments de réflexion à la psychanalyse et à la linguistique ainsi qu'aux écrits de Theodor W. Adorno et Georg Lukács. Il s'interroge particulièrement sur les rapports de la nature et de la liberté, de l'art et de la vie sociale en posant la question : « qu'est-ce que l'art ? ».

### Métaphysique
En s'interrogeant sur la notion d'a priori sous ses versants subjectif (qu'est-ce qui, dans le sujet, lui permet de s'ouvrir au monde ?) et objectif (qu'est-ce qui, dans le monde, lui permet de s'ouvrir à un sujet ?), il en vient à poser la nécessité d'un "a priori des a priori" ou "a priori sauvage" dans lequel l'être ne se distingue plus du connaître, d'où une proximité avouée avec l'idéalisme allemand, et notamment Schelling. Mais, bien qu'usant du concept de "Nature" pour désigner cet a priori originaire, il se refuse à en faire un traitement proprement philosophique, en quoi il se distingue de ce dernier. Ce fond indicible que l'on ne peut véritablement comprendre sans lui faire violence (puisque le faire entrer dans les catégories de l'entendement est une forme d'anthropomorphisme) ne peut être que senti ou pressenti : c'est pourquoi Dufrenne en appelle, à plusieurs reprises à un « matérialisme poétique », explorant sans l'expliquer la tension fondamentale de l'homme et de la nature, entre communauté et scission. Dans L'Oeil et l'oreille, l'interrogation sur l'originaire prend la forme d'une recherche sur le sensible avant la division des sens : les synesthésies permettent, après le partage irréversible du sensible et de la Nature, de "revenir dans les parages de l'originaire".

### Vers une philosophie athée
Dufrenne souhaite également rendre possible une philosophie athée. Dans Pour une philosophie non théologique, il s'oppose aux pensées qui donnent le primat à l'expérience de l'absence pure, en particulier Heidegger, Blanchot et Derrida. C'est en absolutisant l'absence, ou en en faisant le ressort de tout ce que nous croyons trouver de consistant que la philosophie prête le flanc aux théologies négatives, et donc à la réintroduction d'une forme de religiosité en philosophie. Ainsi la « différance » de Derrida est-elle un « concept non-conceptualisable », échappant à toutes les catégories du connaître mais se trouvant à leur source même, à la manière dont le Dieu des mystiques ou l'Un néo-platonicien est ineffable car « au-delà de l'être ».
Dufrenne s'attache donc à relativiser l'absence : elle est toujours absence de quelque chose, elle ne peut être absence pure, et en cela fait fond sur une présence originaire, dans laquelle il ne peut y avoir de « non », et au sein de laquelle « il n'y a pas à attendre de parousie » : c'est dans l'ici et le maintenant que se donnent les extases, qui ne sont que des expériences saturées de la présence (ainsi dans « l'émeute, l'orgasme, la fête »). L'extase ne consiste dès lors plus à sortir du monde de notre perception afin d'atteindre un « ailleurs », mais au contraire de s'enfoncer en plein dans la richesse du monde que nous « avons » déjà. La phénoménologie athée de Dufrenne se caractérise essentiellement par une "expérience de la présence dénuée de peur", contrairement aux pensées d'allure théologique critiquées.

## Influence
En 1975 paraît un ouvrage collectif en hommage à Dufrenne intitulé Vers une esthétique sans entrave (UGE 10/18). Il réunit des contributions d'Olivier Revault d'Allonnes, Clémence Ramnoux, René Passeron, Bernard Teyssèdre, Anne Cauquelin, Philippe Minguet, Jean-François Lyotard, Pierre Sansot, Liliane Brion, Gilbert Lascault, Maryvonne Saison et Roland Barthes.
Dominique Janicaud, en 1991 dans Le Tournant théologique de la phénoménologie française cite Dufrenne comme représentant d'une phénoménologie athée, mais il ne cite pas le texte de Dufrenne de 1973. En 1998 dans La Phénoménologie éclatée, Dominique Janicaud fait une place plus importante à Dufrenne, mais pour se démarquer de son matérialisme jugé "dogmatique". Cette interprétation de la pensée de Mikel Dufrenne a été contestée.
Le phénoménologue Renaud Barbaras le cite et le critique dans Dynamique de la manifestation, tout en lui reconnaissant une originalité et une rigueur qui le placent, selon lui, parmi les plus grands phénoménologues du siècle dernier. À l'inverse, Maryvonne Saison a contesté la lecture exclusivement phénoménologique de Mikel Dufrenne : "Autant en effet relever le poids de la phénoménologie dans la pensée de Dufrenne est fondé, autant il serait préjudiciable à sa compréhension de valoriser ce seul axe comme de négliger des publications dont le principal souci n'est à proprement parler ni l'esthétique ni la phénoménologie."

## Œuvres
- Karl Jaspers et la philosophie de l'existence, en collaboration avec Paul Ricœur, Seuil, Paris, 1947
- La Personnalité de base, PUF, Paris, 1953
- Phénoménologie de l'expérience esthétique, PUF, Paris, 1953
- La Notion d'a priori, PUF, coll. « Épiméthée », Paris, 1959
- Le Poétique, PUF, coll. «Bibliothèque de philosophie contemporaine», Paris, 1963
- Language and Philosophy, Indiana University Press, Bloomington, 1962
- Jalons, Nijhoff, La Haye, 1966
- Esthétique et philosophie, I, Klincksieck, Paris, 1967, II, 1976 ; III, 1981
- Pour l'homme, Seuil, 1968
- Art et politique, coll. 10/18, U.G.E., Paris, 1974
- Subversion, perversion, PUF, 1977
- L'Inventaire des a priori, Bourgois, Paris, 1981, réimpr. aux Presses universitaires de Caen, coll. "Frontes & Paginae", 2021 (intr. de Maud Pouradier)
- L'Œil et l'oreille, L'Hexagone, Montréal, 1987, réed. aux Nouvelles éditions Place, Paris, 2020 (postface de Maryvonne Saison)
- Le Cap-Ferrat, livre-objet en collaboration avec le sculpteur Bauduin (hors commerce, 1994)

## Études
- Revue d'esthétique no 21 « Pourquoi l'esthétique ? Hommage à Mikel Dufrenne », mai 1992, 246 p. (dont les études centrées sur Mikel Dufrenne  de Daniel Charles, Anne Cauquelin, Maryvonne Saison, Dino Formaggio, Dominique  Noguez, Maria Golaszewska, Philippe Minguet)
- Jacques Taminiaux, « Notes sur une phénoménologie de l'expérience esthétique », Revue philosophique de Louvain, 55, 1957, p. 93-110
- Louis Marin, « La question de l'homme », Revue internationale de philosophie, 85-86, 1968, 308-32
- Emmanuel Levinas, « A priori et subjectivité », in : En découvrant l'existence avec Husserl et Heidegger, Vrin, Paris, coll. « Bibliothèque d'histoire de la philosophie », 2001, p. 250-259
- Paul Ricœur, Lectures 2. La contrée des philosophes, Seuil, Paris, coll. « Points », 1999, p. 323-347 (sur La Notion d'a priori et Le Poétique)
- Daniel Giovannangeli, « Présence et a priori : La phénoménologie de Mikel Dufrenne », in : Écriture et répétition. Approche de Derrida, U.G.E., 10/18, coll. « Esthétique » dirigée par M. Dufrenne, Paris, p. 81-108
- Daniel Giovannangeli, « Imaginaire, monde, liberté », in : Renaud Barbaras (dir.), Sartre. Désir et liberté, PUF, Paris, coll. « Débats philosophiques », 2005, p. 41-57
- Roberto Figurelli, Estética e crítica, éd. UFPR, Curitiba, 2007, p. 79-163
- António Pedro Pita, Experiência estética como experiência do mundo. A estética segundo Mikel Dufrenne, Campo das Letras, Porto,1999, 340 p.
- Daniel Giovannangeli, « Un moment de la phénoménologie en France : Dufrenne, Lyotard et le problème de l'expression[13] », in Bulletin d’analyse phénoménologique, vol. 12, n° 2 [Phénoménologie et grammaire: Lois des phénomènes et lois de la signification, Actes no 8], 2016, p. 324-339 ; repris dans  La Phénoménologie partagée, Presses Universitaires de Liège, coll. "Philosophie", 2017, p.9-22
- Jean-Baptiste Dussert et Adnen Jdey (dir.), Mikel Dufrenne et l’esthétique. Entre phénoménologie et philosophie de la nature, Presses universitaires de Rennes[14], coll. « Æsthetica », 2016  (ISBN 978-2-7535-4991-3)
- Maryvonne Saison, La Nature artiste. Mikel Dufrenne de l'esthétique au politique[15], Paris, éditions de la Sorbonne, coll. "Philosophie", 2018  (ISBN 979-10-351-0098-8)
- Maryvonne Saison "Être matérialiste poétiquement", Journal of French and Francophone Philosophy, Volume 11, Number 1, 1999, pp. 23-43.
- Claude Thérien, "L'idée d'un a priori affectif et la perception esthétique chez Mikel Dufrenne", Nouvelle revue d'esthétique, 2016/I (n°17), p. 61-75
- Frédéric Fruteau de Laclos, "Esthétique et politique. De Dufrenne à Lyotard et retour", Nouvelle revue d'esthétique, 2011/I (n°7), p. 199-208.
- Charles Bobant, "Phénoménologie et art", cours au Collège international de philosophie, 4e séance, 7 mai 2020, enregistrement en ligne sur le site du Collège International de Philosophie (page consultée le 26/01/2021)